# 小田切徳美
小田切 徳美（おだぎり とくみ、1959年 - ）は、日本の農学者。専門は、農政学・農村政策論、地域ガバナンス論。学位は、博士（農学）（東京大学）（学位論文「日本農業の中山間地帯問題に関する実証的研究 」）。明治大学農学部教授。

## 経歴
神奈川県出身。東京大学農学部農業経済学科卒業後、1985年東京大学大学院農学系研究科農業経済学専攻修士課程修了、1988年同博士課程単位取得満期退学。1994年東京大学より博士（農学）の学位を取得。
1988年日本学術振興会特別研究員兼東京大学農学部農業経済学科助手、1992年高崎経済大学経済学部経済学科講師、1995年同助教授、1995年東京大学大学院助教授を経て、2006年より現職。
クイーンズランド大学経済学部客員研究員、放送大学客員助教授（政策経営プログラム）を歴任。 
過疎や限界集落等、農村問題の専門家として、政府の各種審議会の委員等も務めている。

## 著書

### 単著
- 『日本農業の中山間地帯問題』（農林統計協会、1994年）
- 『農山村再生：「限界集落」問題を超えて』（岩波ブックレット、2009年）
- 『農山村再生の実践』（農山漁村文化協会、2011年）
- 『農山村は消滅しない』（岩波新書、2014年）
- 『農村政策の変貌：その軌跡と新たな構想』（農山漁村文化協会、2021年）
- 『新しい地域をつくる：持続的農村発展論 』（岩波書店、2022年）

### 共著
- （今村奈良臣・張安明）『中国近郊農村の発展戦略』（農山漁村文化協会、2004年）
- （大森彌・卯月盛夫・北沢猛・辻琢也）『自立と協働によるまちづくり読本：自治「再」発見』（ぎょうせい、2004年）
- （大森彌・山下茂・後藤春彦・内海麻利・大杉覚）『実践まちづくり読本：自立の心・協働の仕掛け』（公職研、2008年）
- （大西隆・中村良平・安島博幸・藤山浩）『これで納得！集落再生：「限界集落」のゆくえ』（ぎょうせい、2011年）
- （田代洋一・池上甲一）『ポストTPP農政：地域の潜在力を活かすために』(農山漁村文化協会〈農文協ブックレット9〉、2014年）
- （椎川忍・山田桂一郎・木村俊昭・髙橋信博・武居丈二・斉藤俊幸・宮口侗廸・藻谷浩介・小西砂千夫）『知られざる日本の地域力：平成の世間師たちが語る見知らん五つ星』（今井印刷、2014年）
- （藤山浩・石橋良治・土屋紀子）『はじまった田園回帰：現場からの報告』（農山漁村文化協会〈農文協ブックレット12〉、2015年）
- （広井良典・大江正章・藤山浩）『田園回帰がひらく未来：農山村再生の最前線』（岩波書店、2016年）
- （藤山浩・尾野寛明・伊藤洋志・高木千歩）『日本のクリエイティブ・クラス：農村×都市=ナリワイ』（農山漁村文化協会、2016年）
- （尾原浩子）『農山村からの地方創生』（筑波書房、2018年）

### 編著
- 『中山間地域の再生をめざす知恵と実践：直接支払制度の活用事例から』（全国農業会議所、2002年）
- 『日本の農業：2005年農業センサス分析』（農林統計協会、2008年）
- 『農山村再生の実践』（農山漁村文化協会〈JA総研研究叢書4〉、2011年）
- 『農山村再生に挑む：理論から実践まで』（岩波書店、2013年）

### 共編著
- （梶井功編集代表）『新基本計画の総点検』（農林統計協会〈日本農業年報〉、2005年）
- （矢口芳生編集代表・安藤光義・橋口卓也）『中山間地域農業の共生農業システム：崩壊と再生のフロンティア』（農林統計協会〈共生農業システム叢書3〉、2006年）
- 坪井伸広・大内雅利『現代のむら むら論と日本社会の展望』（農山漁村文化協会、2009年）
- （児玉更太郎話し手・沼尾波子・金井利之聞き手）『高宮町・地域振興会方式と町長・児玉更太郎』（公人社〈自治総研ブックレット11〉、2011年）
- （藤山浩）『地域再生のフロンティア：中国山地から始まるこの国の新しいかたち』（農山漁村文化協会〈シリーズ地域の再生15〉、2013年）
- （椎川忍・平井太郎・一般財団法人地域活性化センター・一般社団法人移住・交流推進機構）『地域おこし協力隊：日本を元気にする60人の挑戦』（学芸出版社、2015年）
- （筒井一伸）『田園回帰の過去・現在・未来：移住者と創る新しい農山村』（農村漁村文化協会、2016年）
- （大森彌・藤山浩）『世界の田園回帰：11ヵ国の動向と日本の展望』（農山漁村文化協会、2017年）
- （橋口卓也）『内発的農村発展論：理論と実践』（農林統計出版、2018年）

### 監修
- （筒井一伸・嵩和雄・佐久間康富著）『移住者の地域起業による農山村再生』（筑摩書房、2014年）
- （田中輝美著）『よそ者と創る新しい農山村』（筑波書房、2017年）
- （山浦陽一著）『地域運営組織の課題と模索』（筑波書房、2017年）
- （中塚雅也著）『拠点づくりからの農山村再生』（筑波書房、2019年）